# Euphaea variegata
Euphaea variegata är en trollsländeart. Euphaea variegata ingår i släktet Euphaea och familjen Euphaeidae.

## Underarter
Arten delas in i följande underarter:
- E. v. intermedia
- E. v. variegata